# Яковлев, Александр Алексеевич (полный кавалер ордена Славы)
Александр Алексеевич Яковлев (1920, Бежецкий уезд, Тверская губерния — 16 октября 1944, Польша) — советский военнослужащий, гвардии старшина Рабоче-крестьянской Красной Армии, участник Великой Отечественной войны, полный кавалер ордена Славы.

## Биография
Александр Алексеевич Яковлев родился в 1920 году в деревне Беседа Бежецкого уезда. После окончания четырёх классов школы работал в колхозе.
Участник Великой Отечественной войны. В 1941 году был призван на службу в Рабоче-Крестьянскую Красную Армию. С осени 1942 года — на фронтах Великой Отечественной войны. К весне 1944 года воевал командиром отделения, затем помощником командира взвода пешей разведки 174-го гвардейского стрелкового полка 57-й гвардейской стрелковой дивизии 8-й гвардейской армии 3-го Украинского фронта.
9 апреля 1944 года во время боя за село Дальник Овидиопольского района Одесской области Украинской ССР Яковлев во главе группы очистил несколько домов, захватил в плен трёх немецких солдат. 1 мая 1944 года он был награждён орденом Славы 3-й степени.
10-13 мая 1944 года Яковлев участвовал в боях на плацдарме на берегу Днестра в районе села Войково в 32 километрах к северо-западу от Тирасполя. 11 мая 1944 года во главе группы из 9 бойцов отразил шестнадцать немецких контратак, уничтожил около 40 солдат и офицеров противника, подорвал орудие с расчётом. 12 мая 1944 года группа Яковлева уничтожила группу немецких солдат, прорвавшихся в советский тыл. 13 мая 1944 года под массированным вражеским огнём атаковал вражеский взвод, уничтожив его, захватив важного пленного и два пулемёта. За этот подвиг командиром полка был представлен к званию Героя Советского Союза, однако командующий армией генерал-полковник Чуйков снизил статус награды до ордена Славы 2-й степени (награждён этим орденом 12 июня 1944 года).
7 августа 1944 года во время боёв на Магнушевском плацдарме Яковлев с группой разведчиков выдвинулся на участок, где создалась угроза вражеского прорыва. Всю ночь он с одним из бойцов удерживал позицию, отразил четыре контратаки, получил тяжёлую контузию. В последующих боях участвовал в качестве командира взвода пешей разведки. Был тяжело ранен, 16 октября 1944 года скончался в госпитале в Польше и был похоронен в селе Мариямполь Козеницкого повета (ныне — в Мазовецком воеводстве, Польша). 24 марта 1945 года А. А. Яковлев посмертно был награждён орденом Славы 1-й степени.

### Семья
Мать — Анна Никитовна Яковлева.

## Награды
- Орден Красной Звезды (18.06.1943)[7]
- Медаль «За боевые заслуги» (12.04.1943)[5][8].
- орден Славы 1-й (24.3.1945), 2-й (12.6.1944), 3-й (1.5.1944) степени

## Комментарии
1. ↑  Казённая деревня Беседа 1-го стана Бежецкого уезда располагалась по правую сторону Тверского тракта от границы уезда к Бежецку примерно в 12 км к юго-западу от Бежецка[2] и в 1859 году насчитывала 14 дворов (91 житель)[3]. Не сохранилась; ныне — территория Бежецкого района Тверской области.